# Microchilus plantagineus
Microchilus plantagineus är en orkidéart som först beskrevs av Carl von Linné, och fick sitt nu gällande namn av David Nathaniel Friedrich Dietrich. Microchilus plantagineus ingår i släktet Microchilus och familjen orkidéer. Inga underarter finns listade i Catalogue of Life.